# Zona metropolitana de Tijuana
La Zona Metropolitana de Tijuana es una de las 48 zonas metropolitanas delimitadas por la SEDATU, el CONAPO y el INEGI resultante de la conurbación de varias localidades de tres municipios del estado de Baja California: Tijuana, Playas de Rosarito y Tecate. 
Está localizada en el noroeste de México y colinda con San Diego, California; de la cual forma también parte en su área metropolitana trasnacional.

## Historia
El área que actualmente conforma la zona metropolitana formaba parte de los territorios habitados por los Kumiai, grupos nativos que vivieron durante miles de años, en el que habían formado pequeñas villas, especialmente en el grupo denominado tipai. 
El primer explorador europeo que navegó frente a las costas de lo que hoy es la zona metropolitana fue Juan Rodríguez Cabrillo, quien partió del puerto de Ensenada, rumbo al norte y después de navegar seis días, del 23 al 28 de septiembre de 1542, arribó a la bahía de San Diego California, llamándolo "San Miguel". 
A la llegada de los españoles a la California en 1533, se encontraron distintos grupos de indígenas seminómadas, miembros del complejo arqueológico yumano. Los Kumiai, iban durante el verano al lugar que llamaban Uacatay que significa “casas grandes”, donde se encuentra ahora la ciudad de Rosarito y aún pueden encontrarse puntas de flechas, concheros, molcajetes, mazos y morteros.  Durante el invierno se remontaban a su campamento en San José de la Zorra, donde perduran unos pocos nativos en condiciones socioeconómicas críticas y en proceso de extinción étnica, tras el despojo de sus tierras.
El primer europeo que puso pie en el hoy municipio de Tijuana fue el padre misionero Fray Junípero Serra, en 1769. Ese año, Fray Junípero Serra fundó la Misión de San Diego de Alcalá, la cual dio cobertura evangélica a la zona cercana.
En 1772, los frailes franciscanos y dominicos, hicieron un convenio, para que fuera la orden franciscana la que estuviera al mando de las misiones que los dominicos habían establecido en la Alta California. Debido a ello, en 1773, se fijó un límite que separaba a las dos Californias. El límite fue colocado en un promontorio rocoso del Camino Real conocido ahora como Mojonera de Palou, terminando en el poniente en donde actualmente se localiza el Centro Histórico y Cultural Calafia. Los dominicos, creadores del Santo Rosario, fueron los que le dieron el nuevo nombre a la pequeña ranchería de Uacatay, que después derivó en su diminutivo de Rosarito. Después, en 1788 se obtuvo la autorización para reubicar la línea intermisional hacia el norte, donde se estableció la conocida como Frontera de Sales, en el arroyo de Rosarito.
La Misión de San Diego sobrevivió y continuó en funciones tras la Guerra de Independencia de México, la cual pasó desapercibida en la región debido a la lejanía y la falta de comunicación con el centro del virreinato. En 1827 se otorgó  en propiedad a José Manuel Machado el Rancho de nombre El Rosario con una extensión de once leguas, equivalente a 19,311 hectáreas. A la muerte de don José Manuel, intestado, su hijo Joaquín Machado, promovió un título que le otorgó el presidente Porfirio Díaz a los coherederos, ya bajo el nombre de Rancho Rosarito. En 1829, casi al finalizar la época misional y 9 años después de consolidada la Independencia, José María Echendía, gobernador de Las Californias, concedió a Santiago Argüello Moraga, una superficie de seis sitios de ganado mayor, equivalente a 10 000 hectáreas, que sería llamado "Rancho Tía Juana". En 1861 por decreto del presidente Benito Juárez se crea la colonia agrícola de Tecate, con una superficie de 25 112 hectáreas. Para 1870 la colonia era la segunda población del municipio de la Frontera
El 14 de mayo de 1885, se registró el título del rancho en Ensenada de Todos los Santos, cabecera del Partido Norte del Territorio de Baja California, siendo considerada como fecha de fundación de Rosarito. El 2 de enero de 1864 se nombró al primer juez de Tijuana y para el 11 de julio de 1889 se firmó el convenio que concluyó el litigio que sobre los terrenos del Rancho Tía Juana sostuvieron por largo tiempo los herederos de don Santiago Argüello, por lo que se funda Tijuana. 
Al inicio del siglo XX se comenzaron a formar los primeros planos de los poblados de Tijuana y Tecate; el 15 de octubre de 1925 se creó la municipalidad de Tijuana y se incorporó a ella la jurisdicción de Tecate. En ese mismo año se establece el Hotel Rosarito Beach, siendo uno de los atractivos turísticos más importantes de la región. El Presidente Lázaro Cárdenas impulsaría la zona con la dotación de tierras en el Ejido Mazatlán, en 1938.  El 26 de abril de 1940 se creó el fundo legal de Tijuana por decreto firmado por el Presidente Lázaro Cárdenas, destinando una porción de 836 hectáreas del rancho de Tijuana para permitir el crecimiento de la población y dotarla de servicios públicos. 
Una vez que Baja California quedó establecido como Estado Libre y Soberano en 1953, se oficializaron los municipios de Tijuana y Tecate. Rosarito perteneció desde ese año hasta 1995, fecha en la que consiguió su municipalización. 
Para el año 2004, el INEGI en su publicación "Delimitación de las zonas metropolitanas de México", contempla por primera vez a Tijuana con su Zona Metropolitana, cómo la única de Baja California y conformada por Tijuana y Rosarito, teniendo una extensión territorial de 1 621 km², con datos del censo del año 2000. Para 2015, los datos arrojaban que su extensión era de  4 422.7 km² y ya incluía a Tecate.

## Delimitación de la Zona Metropolitana de Tijuana
Los criterios empleados para la delimitación de las zonas metropolitanas en México corresponden básicamente a las relaciones económicas y sociales entre los municipios de la conurbación, como los relacionados con la actividad económica, los viajes intermunicipales o la distancia entre los municipios conurbados y la ciudad central. Tijuana es la ciudad central, por lo que Rosarito es un municipio exterior.
| Municipio          | Localidades | Población 2020 |
| ------------------ | --- | -------------- |
| Tijuana            | - Tijuana - La Joya - San Luis - Las Delicias - Maclovio Rojas - Terrazas del Valle - Parajes del Valle - Pórticos de San Antonio - El Niño - Lomas del Valle - El Refugio - Villa del Prado Segunda Sección - Quinta del Cedro - Los Valles - Villa del Campo - Villa del Prado | 1 922 523      |
| Playas de Rosarito | - Rosarito - Ampliación Ejido Plan Libertador - Primo Tapia - Puerto Nuevo | 126 890        |
| Tecate             | - Tecate - Nueva Colonia Hindú - Hacienda Tecate | 108 440        |

## Movilidad metropolitana

### Transporte público
El transporte público entre Tijuana y Playas de Rosarito se encuentra muy poco interconectado, siendo algunas rutas de taxis, los taxis libres y autobuses, los que unen a estas tres ciudades. 
Las principales rutas de transporte entre ambas son los taxis que van de Rosarito a la Garita de Otay pasando por la 5 y 10. Por su parte, existe una ruta de camiones que va de Villa del Campo a Tecate; a su vez, los autobuses conocidos como Suburbaja, parten de la Zona Centro en Tijuana con destino a Tecate, El Hongo y La Rumorosa. El resto, son taxis libres denominados por el gobierno del estado como "Metropolitanos", y que cuentan con taxímetro.